# Simon Schnoll
Simon Éliévitch Schnoll (en russe : Симон Эльевич Шноль), né le 21 mars 1930 à Moscou (URSS) et mort 11 septembre 2021 en Russie, est un biophysicien et historien des sciences soviétique puis russe. 

## Biographie
Simon Schnoll est professeur au département de physique de l'université d'État de Moscou et membre de l'Académie russe des sciences naturelles. Ses domaines d'intérêt sont les réactions oscillantes en biologie, la théorie de l'évolution, la chronobiologie et l'histoire des sciences. Il a encadré de nombreux scientifiques, dont Anatoli Jabotinski (en).

## Travaux
Simon Schnoll a pendant cinquante ans enregistré et analysé le signal de fond du monde en tant que bruit blanc, une variété aigüe de souffle[incompréhensible]. Il explique que dans un monde « réel » infini, le bruit blanc serait parfaitement aléatoire ; dans un monde « conçu », le caractère aléatoire du signal commencerait à mettre en évidence un schéma, car aucun générateur aléatoire ne pourrait produire une séquence infinie de signaux aléatoires. Il a publié ses conclusions dans un rapport concluant que le bruit blanc universel n’est pas vraiment aléatoire; il existe des corrélations particulières qui ne peuvent s’expliquer si notre monde est régi par le hasard. Certains de ces suiveurs affirment que c’est la preuve que nous vivons dans un monde conçu par ordinateur, certains autres évoquent le concept du dessein intelligent.

## Publications
- S. Schnoll, Facteurs physico-chimiques de l'évolution biologique, Moscou, Nauka, 1979, 263 p.
- S. Schnoll, Facteurs cosmophysiques des processus aléatoires, Stockholm, Svenska fysikarkivat, 2009, 388 p. (ISBN 978-91-85917-06-8)